# Mélissa Pollien
Œuvres principales
Le Royaume de Langrovika (2012)
 Le Royaume de Makorren (2014)
 Les Royaumes de Narthamarda (2017)
Mélissa Pollien, née le 21 mars 1998 à Lausanne est une romancière suisse, auteure de fantasy.

## Biographie
Mélissa Pollien commence à écrire à l'âge de huit ans. À 10 ans, à la suite d'un défi avec son frère aîné d'écrire la meilleure histoire, elle rédige les prémisses de son premier roman. 
Deux ans plus tard, elle retrouve ses écrits qu'elle montre à sa professeure de français qui lui conseille de les envoyer à une maison d’édition. Elle reçoit plusieurs refus puis les éditions Elzévir, à Paris, lui répondent positivement. Elle publie en 2012 son premier roman d'une trilogie Le Royaume de Langrovika, un univers de fantaisie et de magie dont les héroïnes sont les trois sœurs Grimenz. Ce premier livre est classé comme deuxième livre le plus vendu dans la catégorie jeunesse en Suisse en mars 2013. Les éditions Elzévir font faillite, ses livres sont repris par les éditions Slatkine. 
Le second volet Le Royaume de Makorren paraît en 2014 et décrit un monde féerique peuplé d’elfes, de dragons et de chevaliers. Elle est invitée sur la scène principale, L'apostrophe, du Salon du livre et de la presse de Genève en 2014.
En 2017 paraît le troisième volet Les Royaumes de Narthamarda, bouclant ainsi la trilogie de fantasy.

## Publications

### Romans
- Le Royaume de Langrovika, Elzévir, 2012Réédition en 2015 aux éditions Slatkine (ISBN 978-2-83210-656-3)
- Le Royaume de Makorren, éditions Slatkine, 2014  (ISBN 978-2-83210-610-5)
- Les Royaumes de Narthamarda, éditions Slatkine, 2017  (ISBN 978-2-83210-786-7)